# ヨアン・バルベ
ヨアン・バルベ（Yoann Barbet, 1993年5月10日 - ）は、フランス・リブルヌ出身のサッカー選手。FCジロンダン・ボルドー所属。ポジションはDF。

## 経歴
2014年7月、リーグ・ドゥのシャモア・ニオールFCとトライアルの末に2年契約を結んだ。当初は控えという位置付けであったが、フレデリック・ボンの負傷により出場機会を得た。
2015年6月25日、ブレントフォードFCと4年契約を結んだ。
2019年6月18日、クイーンズ・パーク・レンジャーズFCと3年契約を結んだ。2019-20シーズンよりチームキャプテンに就任した。バルベは、6月6日に新契約について双方が合意に至らなかったため、クラブを離れることを発表しました。
2022年2月1日、FCジロンダン・ボルドーと3年契約を結んだ。2024年8月27日、バルベはアル・リヤドに加入しました。

## 国際キャリア
バルベは、2011年1月27日に行われたU-18サッカーフランス代表との2–2の親善試合で、45分間プレーし、フランスU-18代表として1試合に出場しました。